# Mesoleius fuscotrochanteratus
Mesoleius fuscotrochanteratus là một loài tò vò trong họ Ichneumonidae.